# Ясная Поляна (Калтасинский район)
Ясная Поляна (баш. Ясная Поляна) — деревня в Калтасинском районе Республики Башкортостан Российской Федерации. Входит в состав Калтасинского сельсовета.

## География

### Географическое положение
Расстояние до:
- районного центра (Калтасы): 2 км,
- ближайшей ж/д станции (Янаул): 59 км.

## Население
| 2002 | 2009 | 2010 |
| ---- | ---- | ---- |
| 56   | ↘50  | ↗54  |

Национальный состав
Согласно переписи 2002 года, преобладающие национальности — русские (50 %), марийцы (35 %).